# Dichagyris ignobilis
Dichagyris ignobilis är en fjärilsart som beskrevs av Otto Staudinger 1895. Dichagyris ignobilis ingår i släktet Dichagyris och familjen nattflyn. Inga underarter finns listade i Catalogue of Life.